# Aeroportul Sahabat Sahabat 16
Aeroportul Sahabat Sahabat 16 (IATA: SXS, ICAO: WBKH) este un aeroport din Sabah, Malaysia.
aeroportul dispune de o singură pistă.